# Nicole Luis
Nicole Luis (Buenos Aires, 10 de febrero de 1992) es una actriz, modelo y presentadora argentina.
Debutó en 2003 en la televisión argentina y en 2007 se integró en el reparto de la telenovela Patito feo. Tiempo después formó parte del reparto de otras series infantojuveniles como Cuando toca la campana, Señales del fin del mundo, Go! Vive a tu manera, y Bia.

## Carrera
Nicole Luis nació el 10 de febrero de 1992 en Buenos Aires. A la edad de once años su madre la inscribió a una agencia de modelos y poco tiempo después comenzó a hacer algunas publicidades. De 2001 a 2003 estudió comedia musical junto a la actriz Gabi Goldberg, en 2004 con el docente Ricky Pashkus y en el mismo año teatro con el periodista Jorge Dorio.
Su primera aparición televisiva fue en 2003 cuando formó parte del programa de televisión Guinzburg and Kids. En 2005 participó en algunos episodios de la segunda temporada de la telenovela argentina Floricienta con el personaje de Luz. Luego apareció en ¿Quién es el jefe?. Un año después actuó en Amo de casa con el papel de Romina y en El tiempo no para. Entre el 2005 y el 2006 tomó lecciones de técnicas musicales y teatro con Nora Moseinco, comedia musical con el actor Hugo Midón y canto con la actriz y docente Marcela Paoli.
En 2007 participó en Quiero mis quinces, programa de MTV Latinoamérica, para organizar la fiesta de los quince años de Nicole. En el mismo período volvió a trabajar como modelo para Beauty Models Agency e interpretó a Luciana en la telenovela Patito feo entre 2007 y 2008. Junto al elenco de la telenovela participó de las giras teatrales que los llevaron por Argentina, Uruguay, Chile, Colombia, Ecuador, Guatemala, México, Paraguay, Perú, Costa Rica y República Dominicana. Entre 2009 y 2010 estudió canto junto a Sebastián Mellino. En el mismo período fue seleccionada entre 6000 candidatos para formar parte del programa televisivo de entretenimientos Re-creo en vos estrenado en 2010, bajo la conducción de Emilia Attias.
Entre 2011 y 2012 fue parte del elenco protagónico de la serie de Disney Channel Latinoamérica Cuando toca la campana como Lucía. Gracias a este trabajo, ha podido cantar en algunas de las canciones del álbum homónimo. Además en el mismo período tuvo papeles menores en otras series del canal, primero en la segunda temporada de la serie Supertorpe en donde interpretó a Mora, y luego en la primera temporada de la telenovela Violetta donde personificó a Laura. Además, fue parte de las campañas de las agencias 47 street y Dotto Models.
Entre 2013 y 2014 interpretó a Vicky, un personaje antagónico de la telenovela juvenil Señales del fin del mundo del canal de televisión abierta, TV Pública. Luego entre 2014 y 2018 debutó como conductora acompañando a Daniel Martins en el programa de Disney Channel Latinoamérica Pijama Party. en el canal de televisión Disney Channel Latinoamérica.
En 2019 formó parte del elenco de la serie de Netflix Go! Vive a tu manera donde interpretó a Ivana.
Entre 2019 y 2021 tuvo un papel de reparto en la serie juvenil de Disney Channel Latinoamérica, Bia, y también en la serie de Disney+, Entrelazados estrenada en 2021.

## Vida personal
Desde 2016 se encuentra en pareja con Juan Pérsico, arquitecto de profesión y músico y manager de la banda de cumbia pop de La Plata, Agapornis. En agosto de 2024 se convirtieron en padres por primera vez de un niño al que llamaron Felipe.

## Trayectoria

### Cine
| Año  | Título        | Rol          | Notas          |
| ---- | ------------- | ------------ | -------------- |
| 2019 | El gran combo | Nicki Nicole | Coprotagonista |

### Televisión
| Año       | Título                    | Rol                     | Notas            |
| --------- | ------------------------- | ----------------------- | ---------------- |
| 2003-2004 | Guinzburg and Kids        | Ella misma              | Invitada         |
| 2005      | Floricienta               | Luz                     | Papel de reparto |
| 2005      | ¿Quién es el jefe?        | Lola                    | Participación    |
| 2006      | Amo de casa               | Delfina                 | Papel de reparto |
| 2006      | El tiempo no para         | Nicole                  | Participación    |
| 2007      | Quiero mis quinces        | Ella misma              | Invitada         |
| 2007-2008 | Patito feo                | Luciana Menditegüi      | Papel de reparto |
| 2010      | Re-creo en vos            | Ella misma              | Coconductora     |
| 2011      | Supertorpe                | Mora                    | Papel de reparto |
| 2011-2012 | Cuando toca la campana    | Lucía                   | Coprotagonista   |
| 2012      | Violetta                  | Laura Calixto           | Participación    |
| 2012      | Bloop Yups                | Ella misma              | Conductora       |
| 2013-2014 | Señales del fin del mundo | Victoria "Vicky" Campos | Antagonista      |
| 2014-2018 | Pijama Party              | Socorro                 | Coconductora     |
| 2019      | Go! Vive a tu manera      | Ivana García            | Papel de reparto |
| 2019-2020 | Bia                       | Soledad Amaya           | Papel de reparto |
| 2021      | Bia: un mundo al revés    | Soledad Amaya           | Papel de reparto |
| 2021      | Entrelazados              | Julieta                 | Participación    |
| 2022      | El primero de nosotros    | Daisy                   | Participación    |
| 2025      | Los MacAnimals            | Melina                  | Papel de reparto |

### Teatro
- 2007-2008: Patito feo: La historia más linda en el Teatro, dirigido por Ricky Pashkus.
- 2009: Patito feo: El Show más lindo, dirigido por Ricky Pashkus.

## Discografía
- 2011: Cuando toca la campana (Walt Disney Records)
- 2014: Señales del fin del mundo (Leader Music/Yair Dori Group)